# Wouter Buikhuisen
Wouter Buikhuisen (Pare (Nederlands-Indië), 5 december 1933 – Warmond, 6 mei 2025) was een Nederlands criminoloog. Hij was onder andere hoogleraar aan de Rijksuniversiteit Groningen (RUG) en aan de Universiteit Leiden. Hij was verder de bedenker van het woord provo. Aan het einde van de jaren zeventig kreeg hij landelijke bekendheid door zijn controversiële stellingen over de biologische achtergronden van criminaliteit. Mede als gevolg van negatieve publiciteit die hiermee gepaard ging, stapte hij op als wetenschapper.

## Jeugd en opleiding
Buikhuisen werd geboren in Nederlands-Indië, als zoon van Leendert Buikhuisen en Adriana Cornelia Herrman. Zijn vader overleed in 1943 in Japanse krijgsgevangenschap in Birma. Zelf werd hij op twaalfjarige leeftijd uit het jappenkamp bevrijd.
In 1954 slaagde Buikhuisen voor het diploma van het Nederlands Opleidingsinstituut voor het Buitenland in Breukelen. Hij studeerde vervolgens psychologie aan de Universiteit van Amsterdam. In 1965 promoveerde hij aan de Universiteit Utrecht bij Mauk Mulder cum laude tot doctor in de sociale wetenschappen op de studie Achtergronden van nozemgedrag, waarin hij het gedrag van nozems die bij ongeregeldheden betrokken waren, vergeleek met criminele en 'gewone' jongeren. Uit verbazing dat er opeens zo’n grote stroming was ontstaan van jongeren die zich tegen het gezag keerden, wilde hij onderzoeken waar dat vandaan kwam en hoe deze jongeren dachten en handelden. Hij concludeerde dat hun gedrag te maken had met een gebrek aan goede vrijetijdsbesteding en stelde dat de jongeren daarom gingen 'provoceren' (in dit verband introduceerde hij het woord ‘provo’), waar de politie volgens hem maar beter niet op kon ingaan. Ook merkte hij op dat men de provo’s (niet per se dezelfde groep als de aanhangers van Provo) niet over één kam moest scheren met andere delinquente jongeren.

## Loopbaan
Na zijn promotie werd Buikhuisen hoogleraar criminologie aan de Rijksuniversiteit Groningen. Hij deed onder meer onderzoek naar alcohol in het verkeer. In 1969 kreeg hij een subsidie van ZWO voor het toetsen van de theorie van de Britse psycholoog Hans Eysenck over het ontstaan van delinquent gedrag.
In 1971 dreigde hij met ontslag wegens ontevredenheid met de financiering van het criminologisch onderzoek in Groningen. Hij bleef aan, maar twee jaar later werd hij benoemd tot algemeen adviseur wetenschappelijk werk bij het ministerie van Justitie.

## Biologische factoren en criminaliteit
In 1978 werd hij benoemd tot hoogleraar criminologie en penologie aan de Universiteit Leiden. Buikhuisen wilde onderzoek doen naar oorzaken van crimineel gedrag. Anders dan in die tijd gebruikelijk was, wilde Buikhuisen zich niet richten op omgevingsfactoren (nurture) maar op biologische factoren (nature). In 1979 verscheen Kriminologie in biosociaal perspectief waarin Buikhuisen zijn gedachten, plannen en onderzoeksvoorstellen uiteenzette.
Buikhuisen meende dat mensen een criminele aanleg kunnen hebben. Zo reageert de één anders op bijvoorbeeld stress dan de ander. Iemand die weinig adrenaline aanmaakt (een stresshormoon), zou minder reageren op stress. Buikhuisen veronderstelde dat zo iemand minder bang zou zijn, minder zou schrikken en daarom misschien eerder geneigd zou zijn tot crimineel gedrag. Ook veronderstelde Buikhuisen dat mensen met meer testosteron sneller agressief en crimineel gedrag zouden vertonen.
Ook het sociale aspect speelde in zijn optiek een rol. Stel dat iemand wordt geboren met een afwijkend uiterlijk. Dat afwijkende uiterlijk op zich maakte iemand nog niet crimineel, maar misschien leidde de reactie van de omgeving op het uiterlijk wel tot crimineel gedrag. Als de afwijkende persoon altijd gepest werd of buiten de groep viel, zou hij of zij afwijkend (crimineel) gedrag kunnen gaan vertonen, dacht Buikhuisen.

## Weerstand
In Leiden kreeg Buikhuisen een ruim budget om te onderzoeken of biologische factoren een rol spelen bij het ontstaan van criminaliteit. Zijn voorstellen vielen in het Nederland van de jaren zeventig echter niet in goede aarde en riepen ook bij collega's grote weerstand op omdat Buikhuisen in het nature-nurture-debat aan de "verkeerde" kant stond. In de ogen van zijn tegenstanders werden criminelen niet geboren maar gemaakt; de omgeving, zoals een onrechtvaardige maatschappij, was daarbij volgens hen een belangrijke factor. Volgens deze critici zou economische ongelijkheid, armoede en ongelijke kansen in belangrijke mate bijdragen tot ongewenst gedrag, dat als criminaliteit werd gezien. Hoewel er zeker ook andere opinies bestonden, hadden deze critici veel invloed.
Buikhuisen werd door sommige van zijn tegenstanders vergeleken met de Italiaanse gevangenisarts Lombroso, die in de 19e eeuw meende dat misdadigers te herkennen waren aan hun lage voorhoofd of doorlopende of dikke wenkbrauwen. Omdat hij hersenonderzoek op delinquenten wilde verrichten en kinderen als proefpersonen wilde gebruiken, werd Buikhuisen ook wel vergeleken met de naziarts Josef Mengele en de nazicriminoloog Franz Exner.

## De affaire-Buikhuisen
In een deel van de media ontstond een discussie over wat bekend is geworden als de affaire-Buikhuisen. Het weekblad Vrij Nederland (VN) en de VN-columnist Hugo Brandt Corstius (onder het pseudoniem Piet Grijs) liepen voorop in een felle aanval op Wouter Buikhuisen. Volgens dit weekblad werden criminaliteit en andere afwijkingen primair veroorzaakt door de moderne kapitalistische maatschappij en/of een autoritaire opvoeding.
Deze opvatting leefde niet alleen bij Vrij Nederland, maar ook bij velen binnen het vakgebied criminologie en bij justitiële instanties. Onderzoek doen naar individuele, aangeboren ‘afwijkingen’ was in die tijd zo goed als taboe. Ook de persoon Buikhuisen zelf riep weerstand op. Hij reageerde nauwelijks op alle aantijgingen, werkte op een faculteit zonder onderzoekstraditie en dan kwam hij ook nog eens van het Ministerie van Justitie. Collega-criminologen beschouwden alleen al het feit dat hij voor de overheid had gewerkt als verraad. Wetenschappelijk-criminologisch Nederland liet de criminoloog vallen. Ook binnen de biologie bestond weerstand tegen sommige opvattingen van Buikhuisen. Het nature-nurture-debat was daar net in een wat rustiger vaarwater gekomen; alle biologen accepteerden dat voor de ontwikkeling van gedrag erfelijke en niet-erfelijke factoren onmisbaar zijn. Binnen de beschouwende wetenschappen leefde eveneens kritiek. Het begrip 'crimineel' is niet eenvoudig te definiëren.
In de media, met Vrij Nederland en de VPRO voorop, heerste niet altijd de nuance: je was 'goed' als je biosociale criminologie afwees en 'fout' als je bereid was serieus naar de ideeën van Buikhuisen te luisteren. De mediahetze verschoof al snel van de ideeën van Buikhuisen naar ad hominem-aanvallen op de persoon Buikhuisen. Zo noemde Hugo Brandt Corstius (Piet Grijs) Buikhuisen een 'kale, impotente carrièrewetenschapper', een 'verblinde vakidioot', een 'bedrieger', een 'aartsopportunist' en een 'domme charlatan'. De columns, die in Vrij Nederland verschenen tussen 6 mei en 2 september 1978, werden verzameld in het boekje Buikhuisen, dom én slecht (1978).

## Bedreigingen en einde academische loopbaan
Buikhuisen zelf vertelt over die tijd dat hij meermalen werd bedreigd: "Met alle denkbare middelen werd geprobeerd te voorkomen dat ik mijn ideeën over biosociale criminologie kon uitdragen en ontwikkelen. Op mijn oratie stormden met kettingen bewapende personen binnen en werden rookbommen gegooid. Er waren bommeldingen op het instituut waar ik werkte, ik werd bekogeld en bedreigd tijdens lezingen." Ook Brandt Corstius verstoorde zijn lezingen. Volgens de autobiografie van Dolph Kohnstamm, die in de zaal zat tijdens de oratie van Buikhuisen, waren de geweldplegers in werkelijkheid toneelspelers, geregeld door reclasseringsmaandblad KRI. Zijn onderzoek had te lijden onder alle negatieve aandacht, het was voor Buikhuisen onmogelijk aan proefpersonen te komen. Impopulariteit leidde er ook toe dat het budget van Buikhuisen werd teruggeschroefd.
In 1981 maakte zijn vakgroep bekend dat Buikhuisen niets uitvoerde, geen onderzoeksvoorstel had afgerond, zich onttrok aan vergaderingen en zonder toestemming van de vakgroep buitenlandse reizen maakte. Hij werd overgeplaatst naar de psychologiefaculteit, maar meldde zich kort daarop ziek. In december 1988 hield Buikhuisen op doktersadvies de wetenschap helemaal voor gezien. Hij begon samen met zijn vrouw een antiekhandel in Wassenaar. Na tien jaar succesrijk te zijn geweest in de antiekbranche, vestigde hij zich aan de Spaanse Costa Blanca. In 2015 kwam hij samen met zijn vrouw terug naar Nederland en ging in 's-Hertogenbosch wonen.
Terugkijkend zag hij Vrij Nederland en vooral Hugo Brandt Corstius als de katalysator van een hetze tegen hem. In 2005 zond het KRO-programma Reporter een programma uit over Buikhuisen. In dat programma werd de affaire-Buikhuisen een 'karaktermoord van links' genoemd. Inmiddels zijn zijn ideeën betreffende biologische aspecten die een rol spelen bij agressief gedrag, meer geaccepteerd.

## Achteraf
Achteraf zeggen sommigen dat de critici van Buikhuisen zijn stellingen niet goed genoeg onderzocht hadden voordat ze oordeelden. Volgens anderen was Buikhuisen echter geen visionair. In het Nederlands Juristenblad schreef rechtssocioloog Kees Schuyt in 1978 een negatief artikel over de opvattingen van Buikhuisen. Een verband tussen een laag activatieniveau en misdadig gedrag zei volgens Schuyt niets als een verklarende theorie ontbrak, en het verband tussen adrenaline en gedrag lag volgens Schuyt veel ingewikkelder dan door Buikhuisen werd gesuggereerd. In februari 2009 blikte Schuyt in het Leids universitair weekblad Mare op de affaire terug.
Wellicht heeft het in Nederland heersende taboe op onderzoek naar biologische oorzaken van afwijkend ‒ crimineel ‒ gedrag wetenschappelijke ontwikkelingen in de weg gestaan. Pas in de jaren negentig werd het onderzoek in de biologische richting voortgezet en maakte daarna grote opgang door de snelle toename van de kennis van de hersenfuncties in relatie tot het gedrag.
In november 2009 verzoende de Universiteit Leiden zich met Buikhuisen. Na een bezoek van rechtendecaan Carel Stolker in juni 2009 was de kou uit de lucht, schreef het Leids universitair weekblad Mare in november 2009. Op 16 april 2010 gaf Buikhuisen voor een volle zaal in Leiden een college. Zijn betoog ging over de amygdala, een kern van neuronen in de temporale kwab van de hersenen, en over wat voor gedragsgevolgen het niet-functioneren ervan kan hebben. Hij lardeerde zijn verhandeling met kwinkslagen en werd door de studenten en wetenschappers twee keer met luid applaus bedankt voor zijn bijdrage.
Na afloop verklaarde hij tegenover NRC Handelsblad dat hij zich voelde als "een verloren zoon die eindelijk terugkeert op zijn alma mater".
Buikhuisen overleed op 6 mei 2025 op 91-jarige leeftijd.

## Onderscheiding
- 1991: Ridder in de Orde van de Nederlandse Leeuw[29]

## Publicaties (selectie)
- Wouter Buikhuisen: 'Criminologie, biologie en de centrale betekenis van de amygdala'. In: Justitiële Verkenningen, vol. 4, afl. 8, 2006.
- W. Buikhuisen: Waarom straffen weinig helpt. Op zoek naar de grondstructuur van de chronische regelovertreder. Deventer, Kluwer, 1989 (Afscheidsrede Rijksuniversiteit te Leiden)
- W. Buikhuisen: 'Chronic Juvenile Delinquency: A Theory'. In: Explaining Criminal Behaviour. Interdisciplinary Approaches (ed. by Wouter Buikhuisen and Sarnoff A. Mednick), p. 27-47. Leiden, Brill, 1988. ISBN 978-90-04-08514-5
- Wouter Buikhuisen: Kriminaliteit. Uitgangspunten voor het verklaren van krimineel gedrag. Deventer, Kluwer, 1985. ISBN 9026815727
- W. Buikhuisen: Kriminologie in biosociaal perspektief. Deventer, Kluwer, 1979. ISBN 9026810989
- W. Buikhuisen, H.A. Hoekstra: 'Factors related to recidivism'. In: The British Journal of Criminology, Vol. 14, No. 1 (January 1974), pp. 63-69
- Wouter Buikhuisen & Fokke P.H. Dijksterhuis: 'Delinquency and Stigmatisation'. In: British Journal of Criminology, 1971, p.185-
- W. Buikhuisen: Criminologie en criminologisch onderzoek. Assen, Van Gorcum, 1966 (Inaugurele rede Groningen)
- Wouter Buikhuisen: Achtergronden van nozemgedrag. Assen, Van Gorcum, 1965. (Proefschrift Utrecht)